# Peyton Elizabeth Lee
Peyton Elizabeth Lee (Nueva York, 22 de mayo de 2004) es una actriz estadounidense conocida principalmente por su actuación en la serie de Disney Channel Andi Mack.

## Biografía
Lee nació en la ciudad de Nueva York, pero se mudó a Manhattan Beach, California y comenzó a actuar a la edad de 10 años.
Lee es mitad china por parte paterna, su padre es el actor 
Andrew Tinpo Lee, a quien describe como "una de las razones principales por las que me he convertido en actriz". Su madre, Jennifer Dormer Lee, es psicóloga con ascendencia irlandesa e italiana. Ella tiene una hermana mayor y un hermano menor.
Debutó en 2015 con el personaje de Violet en Scandal y al año siguiente actuaría en tres episodios de Shameless como una «niña soldado».
Cuando le preguntaron la productora ejecutiva sobre Peyton para el papel principal de Andi Mack, Terri Minsky dijo que "le gustó que Lee no pareciera haber caído de una cadena de montaje de estrellas infantiles", más tarde afirmando que "se puede desenvolver tanto en el drama como en la comedia de su personaje".
En 2019 formó parte de la serie animada de Disney Junior The Lion Guard dándole voz (en la versión en inglés) a Rani en siete episodios.

## Vida personal
Lee actualmente vive en Manhattan Beach, California.

## Filmografía
| Año       | Título                               | Rol                       | Notas                       |
| --------- | ------------------------------------ | ------------------------- | --------------------------- |
| 2015      | Scandal                              | Violet                    | Episodio: «I'm Just a Bill» |
| 2016      | Shameless                            | Chica soldado             | 3 episodios, temporada 6    |
| 2017–19   | Andi Mack                            | Andi Mack                 | Elenco principal            |
| 2018      | La Guardia del León                  | Rani (voz)                | 7 episodios                 |
| 2019      | Stamptown                            | Alyssa Frank              | 1 episodio                  |
| 2020      | Secret Society of Second Born Royals | Sam                       | Película de Disney+         |
| 2021-2023 | Doogie Kameāloha, M.D.               | Lahela «Doogie» Kameāloha | Serie de Disney+            |
| 2023      | Prom Pact                            | Mandy                     | Película de Disney+         |
| 2026      | Wildwood                             | Prue McKeel (voz)         | Película de Laika           |

## Premios y nominaciones
| Año  | Premio              | Categoría             | Proyecto  | Resultado |
| ---- | ------------------- | --------------------- | --------- | --------- |
| 2019 | Kids' Choice Awards | Actriz de TV Favorita | Andi Mack | Nominada  |